# Kondratij Fëdorovič Ryleev
Kondratij Fëdorovič Ryleev, in russo Кондра́тий Фёдорович Рыле́ев? (Gatčina, 18 settembre 1795 – Isola dei Decabristi, 25 luglio 1826), è stato un rivoluzionario e poeta russo, fu uno dei maggiori esponenti del decabrismo.
Venne condannato all'impiccagione insieme a Pëtr Grigor'evič Kachovskij, Sergej Ivanovič Murav'ëv-Apostol, Pavel Ivanovič Pestel' e Michail Pavlovič Bestužev-Rjumin.

## Biografia
Figlio di un piccolo proprietario terriero, colonnello in pensione e amministratore dei principi Galitsin, intraprese la carriera militare: ottenne il grado di sottotenente nel 1814 e partecipò alla campagna di Francia.
Sposatosi nel 1819 con la figlia di un proprietario terriero, si stabilì a San Pietroburgo, lavorando come impiegato nel Tribunale. Nel 1823 aderì all'Associazione del Nord, società segreta liberale contraria all'assolutismo del regime zarista e dal 1824 fu assunto dalla Compagnia russo-americana di commercio come cancelliere capo. I suoi interessi letterari lo portarono a collaborare agli almanacchi La stella polare e La stellina, pubblicandovi opere di Aleksandr Sergeevič Puškin, Vasilij Andreevič Žukovskij, Aleksandr Sergeevič Griboedov, Ivan Andreevič Krylov, Evgenij Abramovič Baratynskij, Pëtr Andreevič Vjazemskij e altri.
Fu iniziato in  massoneria  nel 1820 nella loggia "La Stella fiammeggiante".
Fu protagonista della cospirazione decabrista, che sfociò nel pronunciamento militare del 14 dicembre 1825, conclusa tragicamente con l'impiccagione insieme con altri quattro cospiratori.
Il valore della sua figura è più nell'impegno civile e politico che nella produzione poetica: nelle  Meditazioni porta esempi storici di virtù, nel Voinarovskij rende omaggio al patriota ucraino confinato in Siberia, nella Confessione di Nalivaiko e ne Il cittadino Ryleev esalta la necessità e la funzione liberatrice della rivoluzione.